# 일본혁명적공산주의자동맹 (JRCL)
일본혁명적공산주의자동맹 (JRCL) (日本革命的共産主義者同盟ェーアールシーエル)은 혁명적공산주의자동맹(혁공동)계의 일본의 신좌파 당파이다. 통칭은 JRCL.
전신인 일본혁명적공산주의자동맹 (제4인터내셔널 일본지부)가 국제기구인 제4인터내셔널 통합 서기국에서 1991년에 제명 된 일 때문에 현 명칭으로 개칭했다.
2020년 봄에 이 단체와 국제주의노동자전국협의회 로 구성된 '제4인터내셔널 일본 협의회'가 제 4 인터내셔널 관리국에서 일본 지부로 승인을 받았다.

## 명칭
"일본혁명적공산주의자동맹 (JRCL)"을 자칭하지만, JRCL은 단순히 "일본혁명적공산주의자동맹 '의 영어 이름 (Japan Revolutionary Communist League)의 약자 로 혁명적 공산주의자 동맹 계인 혁 마르파나 중핵 파도 사용하고있다.

## 개요
1991년 2월, 전신의 일본 혁명적 공산주의자 동맹(제 4 인터내셔널 일본 지부)은 이른바 ABCD 문제 등의 이유로 제 4 인터내셔널(통일 서기국 파)의 제 13 회 세계 대회의 결의 "여성 차별 문제 등의 조직 문제를 안고있는 일본 지부의 존재를 인정하지 않는다"에 의해 명칭에서 '제 4 인터내셔널 일본 지부 "를 분리하여 현재의 명칭으로 개칭 하였다.
이후는 제 4 인터내셔널 통합 서기국의 일본의 "지지 조직"의 하나가되었다. 제 4 인터내셔널 통합 서기국 파 세계 대회는 1995년 6월 제 14 회 세계 대회보다 지지 조직으로 참여하고 있다.
2020년 봄, 이 조직과 국제주의 노동자 전국 협의회 로 구성된 '제 4 인터내셔널 일본 협의회'가 제 4 인터내셔널 관리국의 승인을 받아 일본 지부로 활동을 시작했다.
JRCL은 조직 운영에 중앙위원회를 설치하고 민주집중제를 채용하고 있지만 동일하게 일본 지부에서 분기한 국제주의노동자전국협의회 (노동자의 힘)은 "민주집중제는 스탈린주의와 관료주의의 온상"이라 하며 중앙위원회를 설치한 민주집중제 대신 '전국협의회'라는 조직 운영 형태를 취하고 있다.
- 지도자 : 국부 켄지 (조직 이름은 히라이 쥰이치), 사카이
- 기관지 잡지 : 주간 가교 청년 전선
- 활동 거점 : 새로운 시대 사, 간사이 시대 사
- 청년 조직 : 일본 공산 청년 동맹 (JCY, 공청동)
- 관련 조직 : 아시아 연대 강좌
- 구성원 수 : 불명

개칭 이전 1984년의 중핵파 에 의한 내부게바 공격 이후 신좌파 전체의 내부게바를 비판하고 중핵파에 자기 비판을 요구하고있다.

## 최근의 동향
최근의 이론적 활동의 특징으로는 2001년 9월 11일 동시 다발 테러를 "반인민적 무차별 대량 살인"이라고 질책하고 아프간 보복 전쟁 반대 운동의 슬로건 이기도 한 '테러도 전쟁에도 반대 '론의 선봉장이 되었다. 또는 올림픽 과 월드컵 을 ' 국가주의적이고 상업주의적인 스포츠 쇼 "로 그 대회가 열리는 때마다 기관지 「가교」에 격렬한 비판과 폐지 호소론을 내고 1998년 의 나가노 동계 올림픽 개회식 당일 나가노 현지에서 반대 시위에 우익과 함께 참석했다. 또한 2008년 4월 26일 의 베이징 올림픽 나가노 성화 봉송시에도 JRCL 계 단체 인 아시아 연대 강좌가 중국 정부의 티베트 폭동 진압에 대한 항의와 티베트 민중 연대, 그리고 올림픽 반대를 내걸고 나가노시 내에서 시위를 벌였다. 조선 민주주의 인민 공화국은 스파르타시스트등의 4인터 계 일부 그룹이 노동자 국가 방어를 이유로 옹호하고있는 반면, '북한 = 인민 억압 김씨 세습 독재 체제 "라고 하고 북한 정부 김씨 독재 체제 비판과 북한에 의한"민간인 납치"에 대한 규탄을 적극적으로 전개하고있다. 또한 2007년 제 21 회 참의원 의원 통상 선거 에서는 "헌법 개악과 해외 파병에 반대하는 정당에 투표하자"고 호소했고 도쿄도 선거구 에서는 카와다 류헤이를 지지, 지원했다. 기타 국정 선거에서는 주로 사회 민주당 , 녹색당 그린즈 재팬 , 일본 공산당 등으로 투표를 호소하고있다. 2013년에는 지원한 야마모토 타로 가 당선됐다. 과거에는 공산주의 노동자당과 함께 '원전 필요없는 사람들'등을 지원을 한 적도 있다.
일본의 영토 문제 에 관해서는 일본 제국주의 의 힘이 미치는 장소를 가능한 한 배제해야한다고 하면서 독도(일본 명 : 다케시마)는 한국령, 댜오위다오 열도(일본 명 : 센카쿠 열도)는 중국령이라고 주장하고있다.
2006년 10월 24일, 카나가와현 경찰 은 졸업 증서 등 부실 기재 혐의로 JRCL멤버를 체포 뒤 10 일 간 구금 했다. JRCL은 부당 탄압으로 국가 (카나가와현 경찰, 요코하마 지방 검찰청 등)를 상대로 국가 배상 청구 재판을 일으켰다. 2008년 12월 16일 , 요코하마 지방 법원 은 졸업 증서 등 부실 기재에 JRCL회원의 체포와 10 일간의 구류 JRCL멤버 집과JRCL 2 개 사무소의 습격이 부당한 과잉대처이기 때문에 원고에 총 55 만엔의 배상을 국가에 명할 판결을 내렸다. 국가는 판결에 불복 해 12월 24일 도쿄 고등 법원 에 항소했다.
공안 경찰 은 "2007년도의 경비 상황을 돌아보며"에서 JRCL을 "해외 단체와의 연계를 강화하고 구축한 공동투쟁 관계를 살려, 홋카이도 도야코 서밋 에서도 과격한 시위를 일으킬 가능성이 있다."며 경계했다.
2005년 JRCL는 " 제국주의 의 전쟁 과 신자유주의 세계화 헌법 개악과 '전쟁 국가'화와 대결하는 새로운 좌파 정치 조직의 통합"을 주장했고, JRCL는 방향으로 기존의 ' 트로츠키주의 '의 틀에 얽매이지 않는, 스탈린주의, 사회 민주주의 에 대한 대안 좌파의 형성을 목표로 한다고 했다. 그러나 내 게바와 테러리즘 을 비판하지 않고 자신의 정당성만을 주장하는 조직은 대상 외라고 하고 있다.
2009년 9월 이후 국제주의 노동자 전국 협의회 와 「가교」를 공동으로 편집, 발행하고있다.

## 활동
그리스 등 해외의 5인터 계 활동가를 초청 한 심포지엄을 열었던것은, JRCL이 해외와의 네트워크를 가진 것을 보여주고있다.
또한 기관지상에서는 해외의 정치 상황에 대해 자세히 보고하는 경우가 많다. 주로 해외 4인터 계 조직의 활동과 그 나라의 지금의 정치 상황에 대한 자세한 내용이 작성된 문서를 번역하여 게재하고있다.
일본 공산당원을 칭하는 인물의 기고가 기관지상에 실릴 수있다.